# Font de Canaletes
La Font de Canaletes (in castigliano, Fuente de Canaletas) è una fontana situata all'inizio della Rambla di Barcellona e uno dei luoghi più significativi della città.
Questa fontana è stata inaugurata nel XIX secolo ed è una delle attrazioni turistiche della città. Una leggenda invita i visitanti a bere la sua acqua perché  «qui beu de canaletes, torna a la ciutat» (tradotto: chi beve dal canalete, torna in città).

## Storia
Questa fontana dà il nome alla parte più alta de La Rambla, da Plaça Catalunya fino alla Rambla dels Estudis.
Il nome Rambla de Canaletes proviene da una sorgente che vi esisteva nel secolo XVI e la cui acqua scorreva in una canalina. Più tardi, questa canalina divenne un abbeveratoio.
Quando si distrussero le mura di Barcellona, vi venne costruita una nuova fontana, la cui acqua proveniva dalla Mina de Montcada. La fonte attuale data del secolo XIX.

## Canaletes e il calcio
Canaletes è anche famosa per essere il posto dove i tifosi del Futbol Club Barcelona si ritrovano per festeggiare i successi della propria squadra. Questo legame nasce negli anni trenta del XX secolo: i tifosi vi venivano per leggere i risultati delle partite di calcio che venivano trascritti su una lavagna sotto la sede della redazione del giornale La Rambla, di fronte alla fontana di Canaletes.